# Joseph Kish
Pour les articles homonymes, voir Kish.
Joseph Kish est un chef décorateur américain né le 14 juin 1899 à Sombor (désormais en Serbie, mais alors en Autriche-Hongrie) et mort le 14 mars 1969 à Los Angeles (Californie).

## Filmographie partielle
- 1943 : Reveille with Beverly de Charles Barton
- 1943 : Dangerous Blondes de Leigh Jason
- 1944 : Inconnu à cette adresse (Address Unknown de William Cameron Menzies
- 1945 : Fuite dans la brume (Escape in the Fog) de Oscar Boetticher Jr.
- 1948 : Jeanne d'Arc (Joan of Arc) de Victor Fleming
- 1949 : La Charge héroïque (She Wore a Yellow Ribbon) de John Ford
- 1950 : Le Convoi des braves (Wagon Master) de John Ford
- 1950 : Le Fauve en liberté (Kiss Tomorrow Goodbye) de Gordon Douglas
- 1952 : Les Rois du rodéo (Bronco Buster) de Budd Boetticher
- 1952 : À feu et à sang (The Cimarron Kid) de Budd Boetticher
- 1953 : La Cité sous la mer (City Beneath the Sea) de Budd Boetticher
- 1953 : L'Expédition du Fort King (Seminole) de Budd Boetticher
- 1954 : Dans les bas-fonds de Chicago (The Human Jungle) de Joseph M. Newman
- 1956 : La Loi du Seigneur (Friendly Persuasion) de William Wyler
- 1956 : L'Invasion des profanateurs de sépultures (Invasion of the Body Snatchers) de Don Siegel
- 1958 : La Chaîne (The Defiant Ones) de Stanley Kramer
- 1959 : Voyage au centre de la Terre (Journey to the Center of the Earth) d'Henry Levin
- 1961 : King of the Roaring 20's: The Story of Arnold Rothstein de Joseph M. Newman
- 1963 : Un monde fou, fou, fou, fou (It's a Mad, Mad, Mad, Mad World) de Stanley Kramer
- 1963 : Un enfant attend (A Child is Waiting) de John Cassavetes
- 1965 : Trente Minutes de sursis (The Slender Thread) de Sydney Pollack
- 1965 : La Nef des fous (Ship of Fools) de Stanley Kramer

## Distinctions

### Récompenses
- Oscars 1966 : Oscar des meilleurs décors pour La Nef des fous

### Nominations
- Oscars 1945 pour Inconnu à cette adresse
- Oscars 1949 pour Jeanne d'Arc
- Oscars 1960 pour Voyage au centre de la Terre
- Oscars 1966 pour Trente Minutes de sursis